# Saint-Vaast-de-Longmont
Saint-Vaast-de-Longmont là một xã ở tỉnh Oise Hauts-de-France phía bắc Pháp. Xã Saint-Vaast-de-Longmont nằm ở khu vực có độ cao trung bình 45 mét trên mực nước biển.